# Paddy Summerfield
Paddy Summerfield (19. února 1947 – 11. dubna 2024) byl britský fotograf, který celý život žil a pracoval v Oxfordu.
Summerfield je známý svou „sugestivní sérií černobílých snímků pořízených na 35mm film, které kooptují tradiční žánr dokumentární fotografie, aby realizovaly osobnější a do sebe zahleděnou vizi“. Říkal, že jeho fotografie jsou výhradně o opuštění a ztrátě.

## Životopis
Paddy Summerfield se narodil 18. února 1947.  Poté, co absolvoval kurz Art Foundation na Oxfordské polytechnice, Summerfield navštěvoval Guildford School of Art, nejprve studoval na katedře fotografie a v následujícím roce nastoupil na Oddělení filmu. V roce 1967, ještě jako student prvního ročníku, vytvořil fotografie, které se v roce 1970 objevily v časopise Billa Jaye Album.  V letech 1968 až 1978 Summerfield dokumentoval studenty Oxfordské univerzity v letních termínech.  Jeho snímky publikované v Creative Camera a na jeho obálce v lednu 1974 byly uznány jako psychologické a expresionistické,  neobvyklé v éře novinářské a dokumentární fotografie. Během svého života se Summerfield zaměřoval na vytváření fotografických esejů, které jsou osobními dokumenty.  V letech 1997 až 2007 fotografoval své rodiče, matku s Alzheimerovou chorobou a otce, jak se o ni staral. 
Like It Is byla Summerfieldova první londýnská výstava, skupinová výstava v Dixon's Photographic Gallery, Oxford Street, v roce 1967. Od té doby byla jeho práce vystavována na dalších místech v Londýně, včetně ICA Gallery,  Serpentine Gallery,  Barbican  a The Photographers' Gallery v jejím sídle na Newport Street. Když byl Nicholas Serota ředitelem Muzea moderního umění v Oxfordu, nabídl Summerfieldovi v roce 1976 příležitost vystavit Beneath the Dreaming Spires, svou první samostatnou výstavu.
Během své rané kariéry získal několik grantů Arts Council.
Summerfield zemřel 11. dubna 2024 ve věku 77 let.

## Publikace

### Knihy od Summerfielda
- Mother and Father. Stockport, UK: Dewi Lewis, 2014. ISBN 978-1-907893-61-2.[7][8][n 1]
- The Oxford Pictures 1968–1978. Stockport, UK: Dewi Lewis, 2016. ISBN 978-1-907893-99-5.[9][10][n 2]
- Empty Days. Stockport, UK: Dewi Lewis, 2018. ISBN 978-1-911306-23-8.[n 3]
- The Holiday Pictures. Stockport, UK: Dewi Lewis, 2019. ISBN 978-1-911306-48-1.[n 4]
- Home Movie. Stockport, UK: Dewi Lewis, 2021. ISBN 978-1-911306-77-1. With an essay by Patricia Baker-Cassidy.[n 5]

### Menší publikace od Summerfielda
- Weekend Away. Southport, UK: Café Royal, 2016. Náklad 200 výtisků.[n 6]
- Remember Hope. Photopaper 17. Fotobookfestival Kassel, 2017. Editor: Gerry Badger.[n 7]
- Distant Times. Southport, UK: Café Royal, 2018. Náklad 250 výtisků.[n 8]

### Publikace ve spolupráci s ostatními
- Serpentine Photography 73: The Arts Council presents work by 43 young photographers. London: Arts Council of Great Britain, 1973. ISBN 978-0900085949. 45 cards (90 sides) in an envelope.
- Family: Photographers Photograph Their Families. Edited by Sophie Spencer-Wood. London and New York: Phaidon, 2005. ISBN 0714844020.

## Výstavy

### Samostatné výstavy
- 1976: Beneath the Dreaming Spires, Museum of Modern Art, Oxford; Institute of Contemporary Arts, Londýn[2]
- 1992: Retrospective, Ruskin School of Art, Oxford
- 2005: Empty Days, Ovada, Oxford[11]
- 2019–2020 The Holiday Pictures, Flow Photographic Gallery, Londýn[12]

### Skupinové výstavy
- 1967: Like It Is, Dixon's Photographic Gallery, Londýn[2]
- 1971: Young Contemporaries I Creative Camera Travelling Exhibition[13]
- 1972: Young Contemporaries II Creative Camera Travelling Exhibition
- 1973: Serpentine Photography '73, Serpentine Gallery, Londýn. Kurátor: Peter Turner[2][14]
- 1974: Co-Optic Real Britain, 19 February – 9 March. With Co-Optic group members Martin Parr, Chris Steele-Perkins, Peter Turner, and Nick Hedges.
- 1975: Young British Photographers, with Brian Griffin, Chris Steele-Perkins, etc, Museum of Modern Art, Oxford; The Photographers' Gallery, Londýn; then travelling UK, Europe, USA[2]
- 1975: International Photography, Museum of Modern Art, São Paulo[2]
- 1976: Previous Exhibitors, Serpentine Gallery, Londýn[2]
- 1977: Singular Realities, Museum of Modern Art, Oxford; Side Gallery, Newcastle[2]
- 1977: Concerning Photography, 6 July – 27 August, The Photographers' Gallery, Londýn[2]
- 1982: The Third Meaning, Museum of Modern Art, Oxford[2]
- 1982: Under the Arches, Stedelijk Museum, Leiden
- 1984: Sequences, Cambridge Darkroom[2]
- 1987: The Bradford Challenge, National Museum of Photography, Film and Television, Bradford[2]
- 1988: Death, Cambridge Darkroom[2]
- 1989: Through the Looking Glass, Barbican Centre, Londýn[2][15]
- 1989: Sun Life Photography Awards, National Museum of Photography, Film and Television, Bradford[2]
- 2004: English Eyes, Leica Gallery, New York City. Kurátor: Peter Hamilton.

## Film o Summerfieldovi
- Mother and Father (Matka a otec, 2015) – FullBleed Productions[1]

## Sbírky
- Arts Council of Great Britain, Londýn[16]
- Victoria and Albert Museum, Londýn [17]
- Nadace Martina Parra, Bristol, Velká Británie